# José Manuel Calderón (Musiker)
José Manuel Calderón (* 9. August 1941 in San Pedro de Macorís, Dominikanische Republik) ist ein dominikanischer Bachatasänger, Komponist und Gitarrist.
Calderón wuchs ab 1954 in Santo Domingo auf und gründete dort Ende der 1950er Jahre mit den Gitarristen Andrés Rodríguez und Luis Pimentel das Trío los Juveniles, mit dem er bei La Voz del Trópico erste Demosongs aufnahm. Mit den Titeln Borracho de amor und Condena war er 1962 der erste Musiker, der Aufnahmen von Bachatas einspielte. Ab 1963 hatte er einen Vertrag bei Kubaney Records. Das traditionelle Instrumentarium (drei Gitarren) erweiterte er um Streicher, Bläser und die Güira. In den Folgejahren wurde er populär mit Songs wie Quema esas cartas, Te perdono, Serpiente humana, Vana empeno und Llanto a la luna (mit Johnny Venturas Orchester und Felipe Rodríguez).
1967 ging er mit seinem Leadgitarristen Andres Rodriguez für Aufnahmen beim Level BMC nach New York, wo er bis 1972 blieb und der Musikszene um Felipe Rodriguez, Blanca Iris Villafañe, Tommy Figueroa und Odilio Gonzalez angehörte. Als er 1972 in die Dominikanische Republik zurückkehrte, hatte die Bachata den Ruf einer vulgäre Musik der unteren Bevölkerungsschichten, wurde mit Prostitution, Kriminalität und Armut assoziiert und überhaupt nur noch einer landesweiten Rundfunkstation, Radio Guarachita, gesendet. In dieser Zeit nahm er Songs auf wie La saqué de la barra und Bebiendo en la barra, die das Leben der Unterschicht in den Barrios reflektierten.
Auf Grund der schwierigen Situation ging er wieder nach New York und trat dort vor dominikanischem Publikum auf. Mit dem Aufkommen der E-Gitarren fand der Musikstil der Pioniere der Bachata immer weniger Aufmerksamkeit, was sich erst in den 1990er Jahren änderte. Nun konnte Calderón auch auf Bühnen wie dem Teatro Nacional  und dem Gran Teatro del Cibao auftreten.